# Hodges (Alabama)
Hodges es un pueblo ubicado en el condado de Franklin en el estado estadounidense de Alabama. En el censo de 2000, su población era de 261.

## Demografía
En el 2000 la renta per cápita promedia del hogar era de $ 33.750$, y el ingreso promedio para una familia era de 38.333$. El ingreso per cápita para la localidad era de 25.239$. Los hombres tenían un ingreso per cápita de 35.625$ contra 17.500$ para las mujeres.

## Geografía
Hodges está situado en 34°19′49″N 87°55′39″O / 34.33028, -87.92750 (34.330242, -87.927394).
Según la Oficina del Censo de los EE. UU., la ciudad tiene un área total de 3.10 millas cuadradas (8.03 km²).